# Пагу
Патри́сия Ре́дер Галва́н (порт. Patrícia Rehder Galvão), известная под псевдонимом Пагу́ (Pagu) — бразильская писательница, поэтесса, драматург, переводчица и журналистка, видная фигура модернизма в Бразилии. Активистка коммунистической партии, одна из основоположников троцкистского движения в стране и первая женщина, осуждённая в Бразилии по политическим мотивам.

## Биография
Родилась в семье немецкого происхождения. Уже в 15 лет писала статьи в газету под псевдонимом Patsy. В юном возрасте попала в группу художников-авангардистов под названием «Антропофагическое движение» (названное так, поскольку его манифест провозглашал, что бразильская культура развивается, «пожирая» инородные традиции), среди лидеров которого были супруги Освалд де Андраде и Тарсила ду Амарал. Освалд де Андраде оставил Тарсилу ду Амарал и женился на Патрисии Галван. Имя «Пагу» дал ей ещё один из участников движения, поэт Рауль Бопп.
Пагу и Амарал, как и многие другие деятели бразильского модернизма, вступили в ряды Бразильской коммунистической партии и стали активно поддерживать рабочее движение. В 1931 году Пагу впервые арестовали — за участие в забастовке портовых рабочих. Всего её арестовывали 23 раза и неоднократно подвергали пыткам во время диктатуры Жетулиу Варгаса.

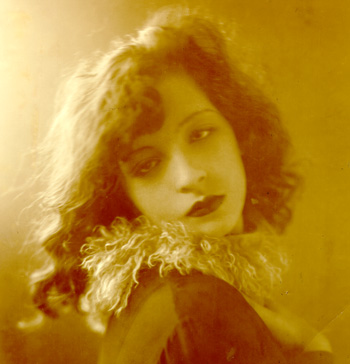
Пагу около 1930 года

В 1935 году она была арестована в Париже и как «иностранная коммунистка» депортирована на родину, где рассталась с мужем и занялась публицистикой, но её снова посадили. Выйдя на свободу после 5-летнего тюремного заключения, порвала с компартией, перейдя на троцкистские позиции и вошла в редакцию газеты «Социалистический авангард», выдержанной в духе заветов интеллектуального союза Льва Троцкого и Андре Бретона. В 1950 году безуспешно участвовала в выборах.
Под конец жизни у Пагу был диагностирован рак. Она ездила оперироваться в Париж, но безрезультатно. Пыталась покончить жизнь самоубийством, но в итоге умерла от болезни в Бразилии 12 декабря 1962 года.
Её роман «Индустриальный парк» (1933) считается первым образцом пролетарского романа в Бразилии. Была известна также как переводчица на португальский Гийома Аполлинера, Джеймса Джойса, Фернандо Аррабаля, Октавио Паса, «Лысой певицы» Эжена Ионеско и т. д.
Встречается утверждение, что она привезла из Китая на родину первые семена сои, главным мировым производителем которой ныне является Бразилия.